# Тенофовір дизопроксил
Тенофові́р дизопроксил (міжнародна транскрипція TDF) — синтетичний противірусний препарат з групи нуклеозидних інгібіторів зворотньої транскриптази для прийому всередину. Для перорального застосування випускається у вигляді солі дизопроксилу фумарату. Тенофовір був уперше синтезований чеським ученим та винахідником Антоніном Голим, на який він отримав патент у 1984 році. У 1997 році група вчених із компанії «Gilead Sciences» та Каліфорнійського університету у Сан-Франциско довела ефективність тенофовіру проти ВІЛ у людини при підшкірному застосуванні У подальших дослідженнях було розроблено препарат тенофовіру для перорального застосування, який і був затверджений FDA у жовтні 2001 року для лікування ВІЛ-інфекції, а у 2008 році — для лікування хронічного вірусного гепатиту B.

## Фармакологічні властивості
Тенофовір — синтетичний противірусний препарат з групи нуклеозидних інгібіторів зворотньої транскриптази. Механізм дії препарату полягає в утворенні активного метаболіту — тенофовіру дифосфату, що інгібує фермент ВІЛ зворотню транскриптазу та інгібує α-, β- та γ-ДНК-полімерази. Тенофовір активний до вірусу імунодефіциту людини та вірусу гепатиту B, тому препарат часто застосовується при поєднаній інфекції ВІЛ та вірусного гепатиту B. Згідно даних спеціалістів із американського Центру по контролю та профілактиці захворювань, щоденний пероральний прийом тенофовіру дозволяє зменшити ризик зараження ВІЛ-інфекцією, що особливо актуально для  споживачів ін'єкційних наркотиків. Аналогічні дані отримані при застосуванні комбінованого препарату тенофовір/емтрицитабін. При проведенні клінічних досліджень у Таїланді застосування тенофовіру дозволило зменшити ризик зараження вірусом ВІЛ на 49 %. У той же час, застосування тенофовіру у вигляді 10 % вагінального гелю було визнано неефективним для запобігання зараження на ВІЛ.

### Фармакокінетика
Тенофовір при прийомі всередину швидко всмоктується, максимальна концентрація в крові досягається протягом 1—2 годин. Біодоступність препарату складає 25 % при прийомі натще, після прийому жирної їжі цей показник збільшується до 40 %. В клітинах тенофовір фосфорилюється до активного метаболіту — тенофовіру дифосфату, що має подовжений час напіввиведення (60 год. з клітин). Високі концентрації тенофовіру створюються у нирках, печінці, кишечнику. Препарат проникає через гематоенцефалічний бар'єр. Тенофовір проникає через плацентарний бар'єр та виділяється в грудне молоко. Препарат не метаболізується в організмі, виводиться з організму переважно нирками в незміненому вигляді. Період напіввиведення тенофовіру складає 12—18 годин, при порушенні функції нирок цей час може збільшуватись.

## Показання до застосування
Тенофовір застосовують в складі комбінованої терапії для лікування ВІЛ-інфекції як у дорослих, так і в дітей. Тенофовір застосовують також при лікуванні хронічного гепатиту В, а також поєднаній інфекції ВІЛ та вірусного гепатиту B. Комбінація тенофовіру із ентекавіром ефективна у пацієнтів із неефективністю попереднього лікування іншими схемами препаратів (у тому числі аналогами нуклеозидів) вірусного гепатиту В.

## Побічна дія
При застосуванні тенофовіру можливі наступні побічні ефекти:
- Алергічні реакції — дуже часто (більше 10 %) висипання на шкірі; рідко (0,01—0,1 %) свербіж шкіри, гарячка та грипоподібний синдром, набряк Квінке, анафілактичний шок.
- З боку травної системи — дуже часто (більше 10 %) нудота, блювання, діарея; часто (1—10 %) метеоризм (спостерігається частіше, ніж при застосуванні інших антиретровірусних препаратів), зниження апетиту, біль у животі; нечасто (0,1—1 %) панкреатит, гепатит (у тому числі загострення хронічного гепатиту В), гепатомегалія.
- З боку нервової системи — дуже часто (більше 10 %) запаморочення; часто (1—10 %) головний біль.
- З боку опорно-рухового апарату — нечасто (0,1—1 %) слабість у м'язах, рабдоміоліз; рідко (0,01—0,1 %) міопатії, артралгії, міалгії, міозит, остеомаляція.
- З боку сечовидільної системи — хоча побічна дія з боку сечовидільної системи є характерною для тенофовіру, серйозні побічні ефекти спостерігаються рідко. Часто спостерігається зниження кліренсу креатиніну (25 %) та підвищення рівня креатиніну в крові (9 %); рідко (0,01—0,1 %) спостерігаються гостра ниркова недостатність, синдром Фанконі, гострий тубулярний некроз, інтерстиціальний нефрит, гострий нефрит, нефрогенний нецукровий діабет, протеїнурія.
- Інші побічні ефекти — рідко ліподистрофія, лактатацидоз, диспное.[10]
- Зміни в лабораторних аналізах — дуже часто (більше 10 %) гіпофосфатемія; часто (1—10 %) підвищення активності амінотрансфераз в крові; нечасто нейтропенія, підвищення активності амілази в крові, гіпокаліємія, глюкозурія, гіпоурікемія.

Під час проведення комбінованої антиретровірусної терапії у хворих зростає ймовірність лактатацидозу та гепатонекрозу. При проведенні ВААРТ у хворих зростає ймовірність розвитку гіпертригліцеридемії, гіперхолестеринемії, інсулінорезистентності, гіперглікемії та гіперлактемії. У хворих, що мають поєднану інфекцію ВІЛ та вірусу гепатиту B при відміні ламівудину можуть розвиватися миттєве загострення гепатиту зі значним підвищенням активності амінотрансфераз і ймовірним розвитком печінкової недостатності. Під час проведення ВААРТ зростає ймовірність синдрому відновлення імунної системи із загостренням латентних ВІЛ-асоційованих інфекцій та загострення вірусного гепатиту B.

## Протипоказання
Тенофовір протипоказаний при підвищеній чутливості до препарату, годуванні грудьми. З обережністю препарат призначають при важкій нирковій недостатності.

## Форми випуску
Тенофовір випускається у вигляді таблеток по 0,3 г. Затверджено нові форми випуску тенофовіру для використання на території Європейського Союзу — таблетки по 123, 163 та 204 мг і у вигляді гранул для перорального застосування. Тенофовір входить до складу комбінованих препаратів Трувада (разом із емтрицитабіном), Атріпла (разом із емтрицитабіном та ефавірензом) та Комплера (разом із рілпівірином та емтрицитабіном). Компанією «Gilead Sciences» розроблено також препарат тенофовіру у вигляді тенофовіру алафенаміду, права на випуск якого передані п'яти індійським фармацевтичним компаніям. На затвердження FDA компанія «Gilead Sciences» передала також новий комбінований препарат у складі тенофовіру алафенаміду, елвітегравіру, кобіцистату та емтрицитабіну для лікування ВІЛ-інфекції у дорослих.